# Метрика простору-часу

Схематичне двовимірне зображення викривлення простору-часу біля масивного тіла

Ме́трика про́стору-ча́су — 4-тензор, який визначає властивості простору-часу в загальній теорії відносності.

## Опис поняття
Просторово-часовий інтервал виражається через метрику простору-часу формулою
{\displaystyle ds^{2}=g_{ij}dx^{i}dx^{j}\,}.
де {\displaystyle g_{ij}} — метричний тензор.
В інерційній системі відліку матриця метричного тензора простору-часу має вигляд
{\displaystyle {\hat {g}}=\left({\begin{matrix}1&0&0&0\\0&-1&0&0\\0&0&-1&0\\0&0&0&-1\end{matrix}}\right)}.
В неінерційних системах відліку вигляд метрики простору-часу змінюється і загалом залежить від точки простору і моменту часу.
Метрика простору-часу задає викривлення простору, яке відчуває спостерігач, що рухається з прискоренням. Оскільки за принципом еквівалентності спостерігач жодним чином не може відрізнити неінерційність зв'язаної з ним системи відліку від гравітаційного поля, то метрика простору-часу визначає також викривлення простору в полі масивних тіл.
Метрика простору-часу використовується для встановлення зв'язку між коваріантними і контраваріантними записами будь-якого 4-вектора
{\displaystyle A_{i}=g_{ij}A^{j}\,}.

## Властивості
Метричний тензор симетричний відносно своїх індексів, тобто {\displaystyle g_{ij}=g_{ji}}. Це видно із загальної формули для квадрата диференціалу просторово-часового інтрервалу.
Детермінант метрики простору часу, який позначається g, від'ємний.
Контраваріантна форма метричного тензора зв'язана з коваріантною за допомогою повністю антисиметричного тензора четвертого порядку
{\displaystyle E^{ijkl}={\frac {1}{\sqrt {-g}}}e^{ijkl}\,},
де {\displaystyle e^{ijkl}} — звичайний повністю антисиметричний тензор, визначений в інерційній системі відліку, тобто тензор, компоненти якого дорівнюють 1 або −1 і змінюють знак при перестановці будь-яких двох індексів.
Таким чином
{\displaystyle g^{ij}={\frac {1}{\sqrt {-g}}}e^{ijkl}g_{kl}\,}
Метричний тензор, як будь-який симетричний тензор, можна вибором системи відліку звести до діагонального вигляду. Проте ця операція справедлива лише в певній точці простору-часу, і, в загальному випадку, не може буде проведена для всього простору-часу.

## Власний час
Квадрат диференціалу просторово-часового інтервалу для однієї просторової точки дорівнює
{\displaystyle ds^{2}=g_{00}(dx^{0})^{2}=c^{2}d\tau ^{2}\;},
де c — швидкість світла.
Величину
{\displaystyle \tau ={\frac {1}{c}}\int {\sqrt {g_{00}}}dx^{0}}
називають власним часом для світової лінії.

## Просторовий інтервал
Квадрат віддалі між двома нескінченно близькими точками задається формулою
{\displaystyle dl^{2}=\gamma _{\alpha \beta }dx^{\alpha }dx^{\beta }=\left(-g_{\alpha \beta }+{\frac {g_{\alpha 0}g_{0\beta }}{g_{00}}}\right)dx^{\alpha }dx^{\beta }}
Грецькі індекси використовуються тоді, коли підсумовування ведеться лише по просторових координатах. Тензор {\displaystyle \gamma _{\alpha \beta }} є метричним тензором для тривимірного простору.
Інтегрувати визначену таким чином віддаль не можна, оскільки результат залежав би від світової лінії, по якій велося б інтегрування. Таким чином, у загальній теорії відносності поняття віддалі між далекими об'єктами в тривимірному просторі втрачає сенс. Єдиний виняток — ситуація, в якій метричний тензор {\displaystyle g_{ij}} не залежить від часу.